# Псевдосфера

Напів-псевдосфера

Псевдосфера (від «псевдо»… і грецького — куля) — поверхня сталої від'ємної кривини. Утворена обертанням трактриси навколо її асимптоти. Для достатньо малих частин псевдосфери, які не мають особливих точок, справедливими є співвідношення гіперболічної геометрії. Це відкриття Еудженіо Бельтрамі у 1868 відіграло важливу роль у розвитку неевклідових геометрій, бо дало змогу переконатись у реальності гіперболічної геометрії. Назва несправжня сфера підкреслює схожість і відмінність між псевдосферою і сферою — у сфери поверхня має сталу додатну кривину.

## Теоретична псевдосфера
У загальній інтерпретації, псевдосфера радіусу R — це будь-яка поверхня кривини −1/R2, за аналогією зі сферою радіусу R, для якої поверхня кривини є 1/R2.
Термін був запропонований Еудженіо Бельтрамі у його праці 1868 року про моделі гіперболічної геометрії.

## Псевдосфера в природі

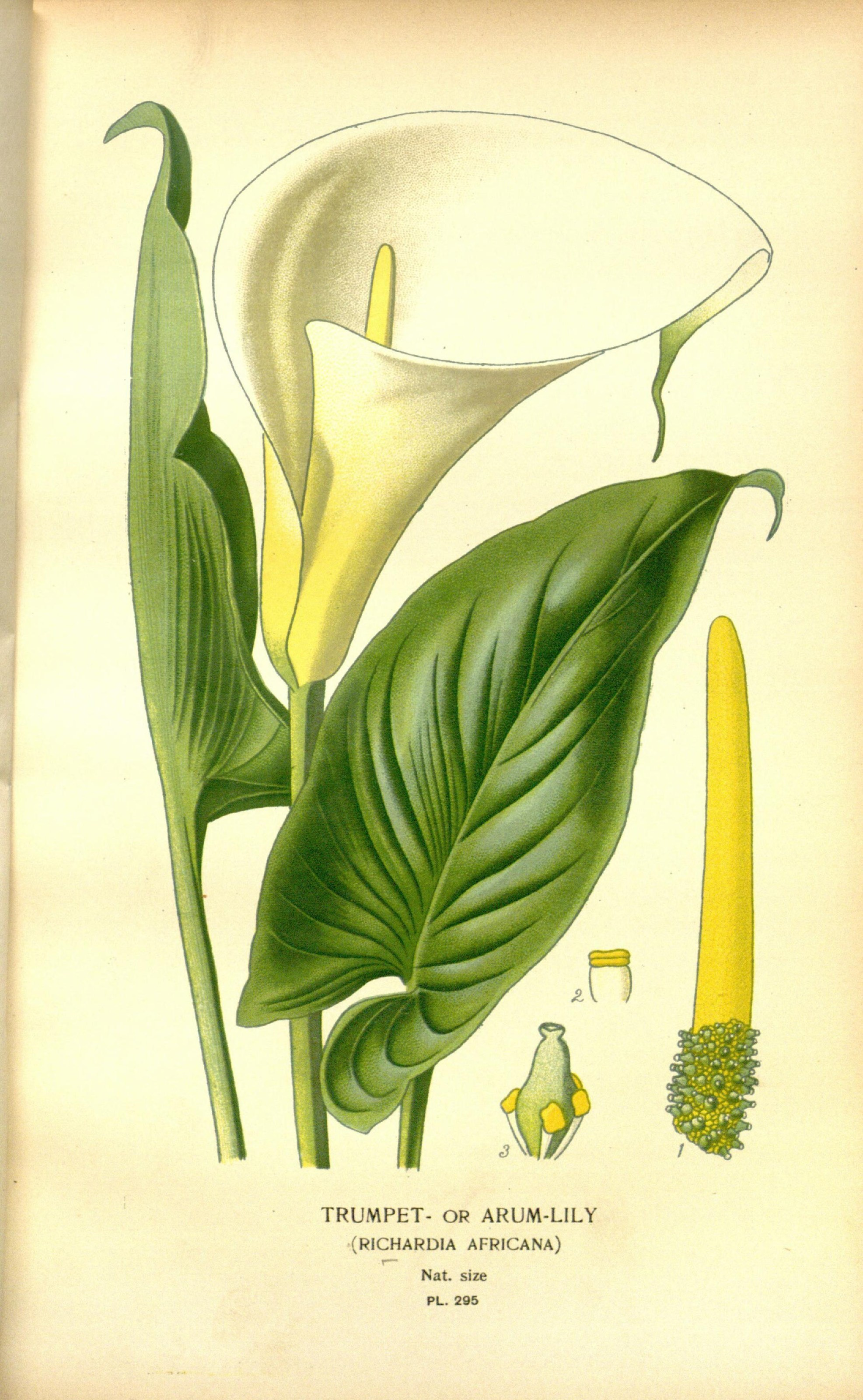
Квітка білої кали

Форму псевдосфери мають деякі квіти, наприклад кали.
Зорові рецептори ока розташовані нерівномірно, у деяких випадках зручною моделлю є сітківка у формі псевдосфери (з рівномірним розподілом рецепторів).
Структури у формі псевдосфер утворюються в деяких природних породах, наприклад в глині

## Трактрисоїд

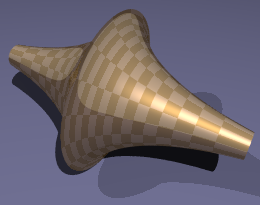
Трактрисоїд

Термін також використовують до певної поверхні, яка має назву трактрисоїд і є результатом обертання трактриси довкола її асимптоти. Наприклад, напів-псевдосфера (з радіусом 1) є поверхнею обертання трактриси, обмеженої параметрами:
{\displaystyle t\mapsto \left(t-\tanh {t},\operatorname {sech} \,{t}\right),\quad \quad 0\leq t<\infty .}
Ще 1693 року Християн Гюйгенс з'ясував, що об'єм та площа поверхні псевдосфери є скінченними, незважаючи на нескінченність протяжності поверхні вздовж осі обертання. Для заданого радіусу R, площа поверхні буде 4πR2, так само як і для сфери, а об'єм дорівнює 2/3πR3, тобто половині сфери з таким самим радіусом.